# 東帕喬格 (紐約州)
東帕喬格（英語：East Patchogue）是位於美國紐約州薩福克縣的普查規定居民點。

## 人口
根據2020年美國人口普查的數據，東帕喬格的面積為21.92平方千米，當中陸地面積為21.54平方千米，而水域面積為0.37平方千米。當地共有人口21850人，而人口密度為每平方千米996.81人。